# Мізінто
Мізінто (італ. Misinto) — муніципалітет в Італії, у регіоні Ломбардія,  провінція Монца і Бріанца.
Мізінто розташоване на відстані близько 500 км на північний захід від Рима, 25 км на північ від Мілана, 17 км на північний захід від Монци.
Населення — 5454 особи (2014).
Щорічний фестиваль відбувається 9 грудня. Покровитель — S. Siro.

## Демографія
Населення за роками:

Станом на 1 січня 2023 року в муніципалітеті офіційно проживали 144 іноземці з 29 країн, серед них 62 громадяни країн Євросоюзу та 21 громадянин України.

## Сусідні муніципалітети
- Кольяте
- Лаццате
- Лентате-суль-Севезо
- Ровелласка
- Ровелло-Порро